# 水域

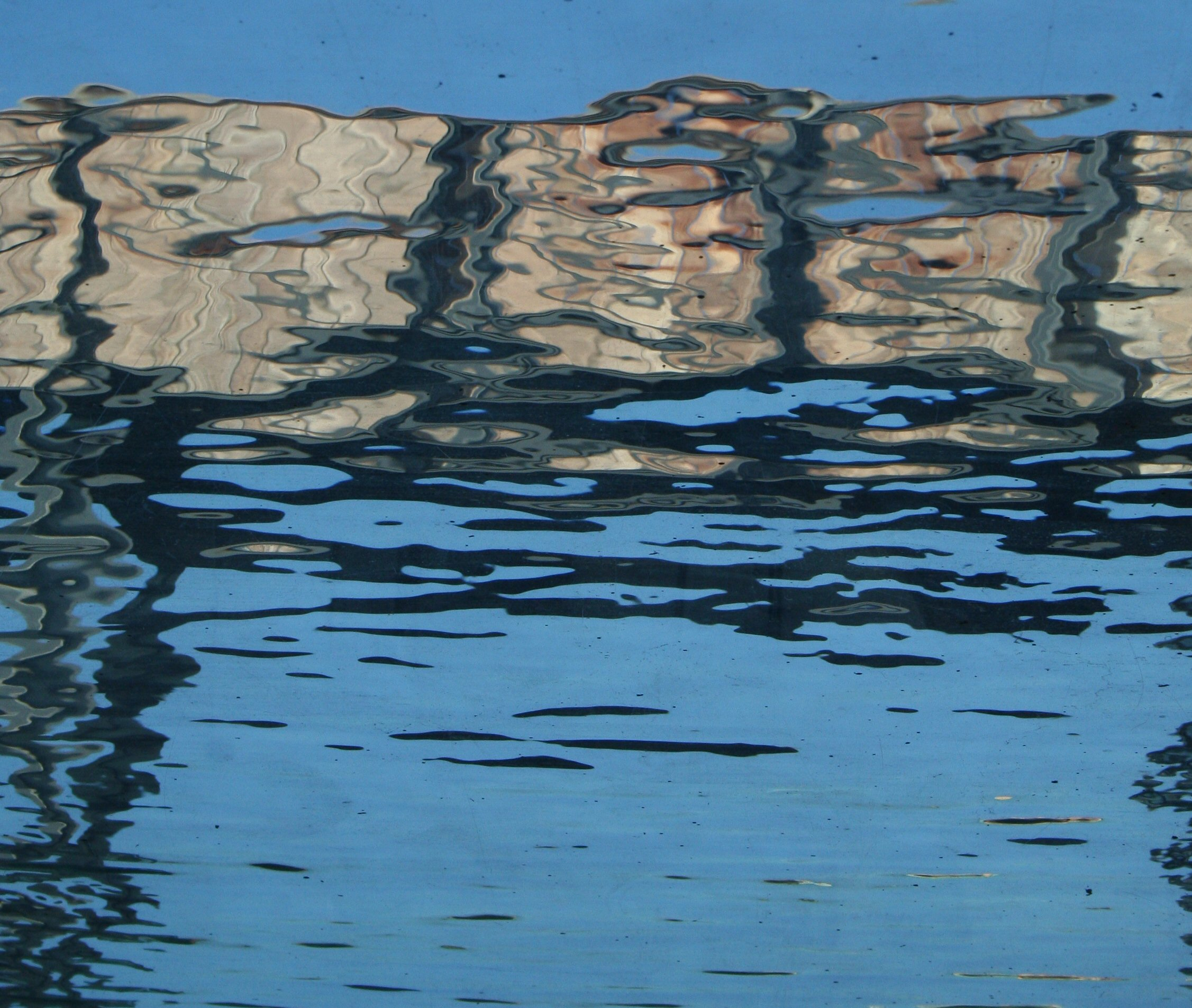
環境中に偏在する、水域のイメージ

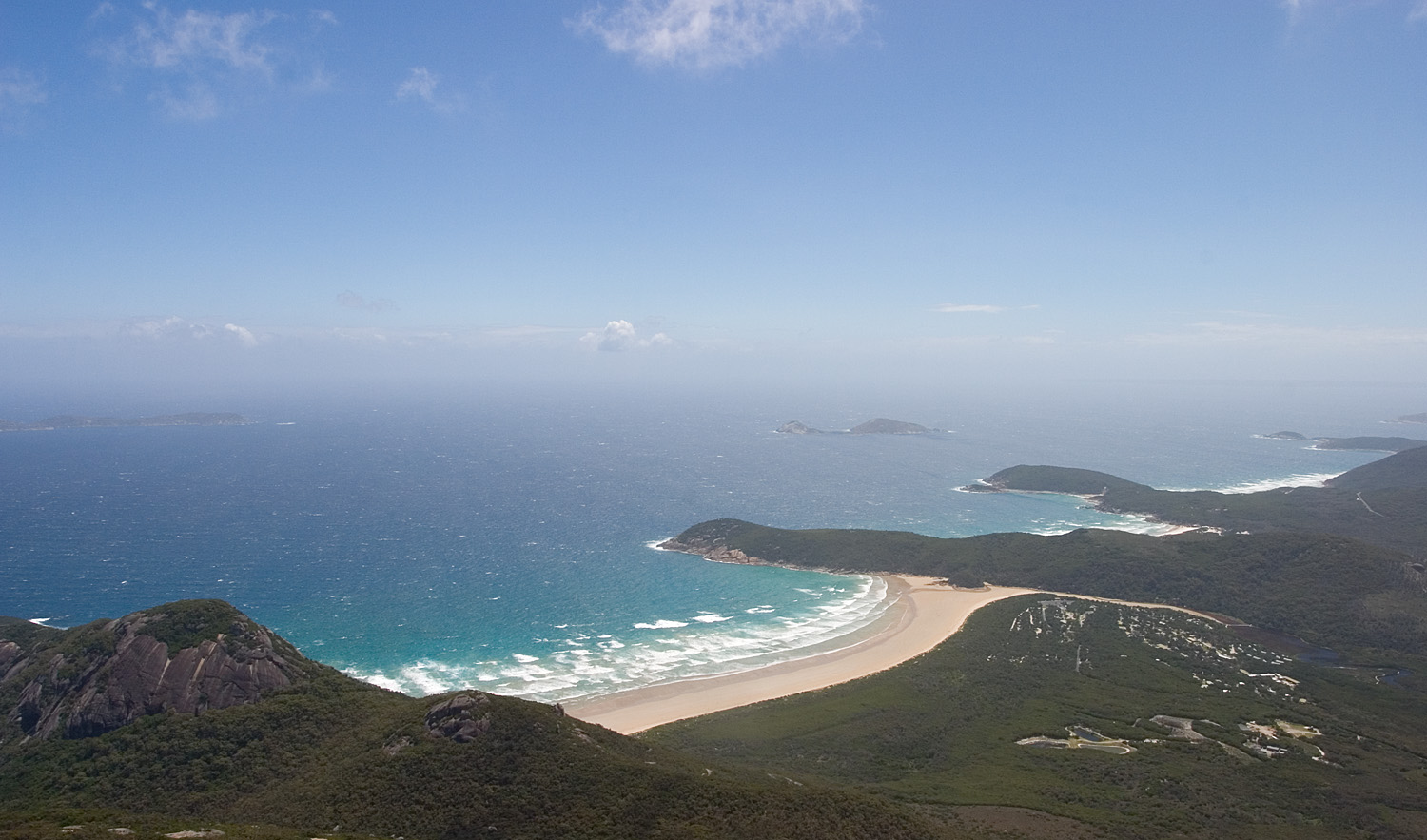
陸と水域が形作る地形
オーストラリアはビクトリア州のウィルソンズプロモントリー国立公園内、タイダル川河口付近の絶景。

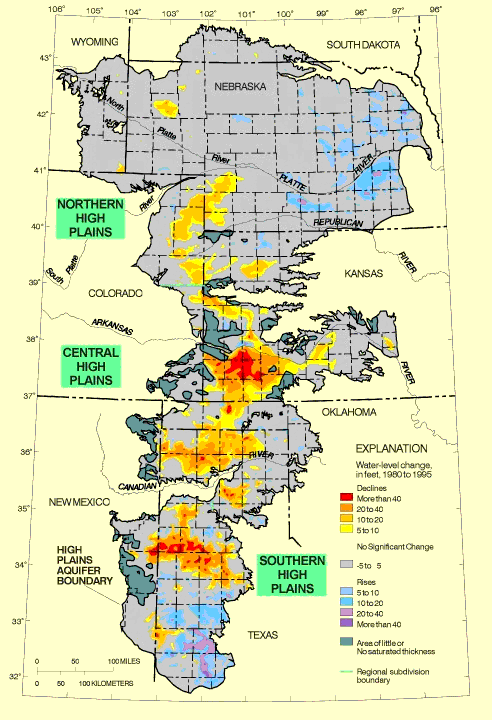
地下における世界最大級の水域
オガララ帯水層（1980-1995年の地下水位の変化を示した図）。

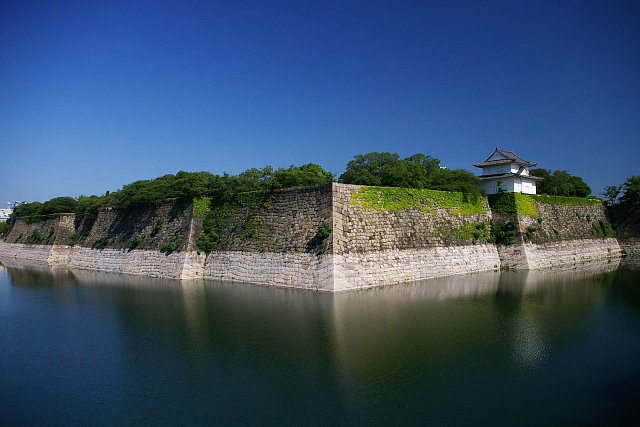
防壁と共に軍事防衛線を形成する水域の一例
洋の東西を問わず、防塁・砦・城郭に敷設される。画像は大阪城の水堀の一つであるが、大坂の陣当時、この城にあった水堀は防衛線としての水域の有無が天下の趨勢を左右したことで有名である。

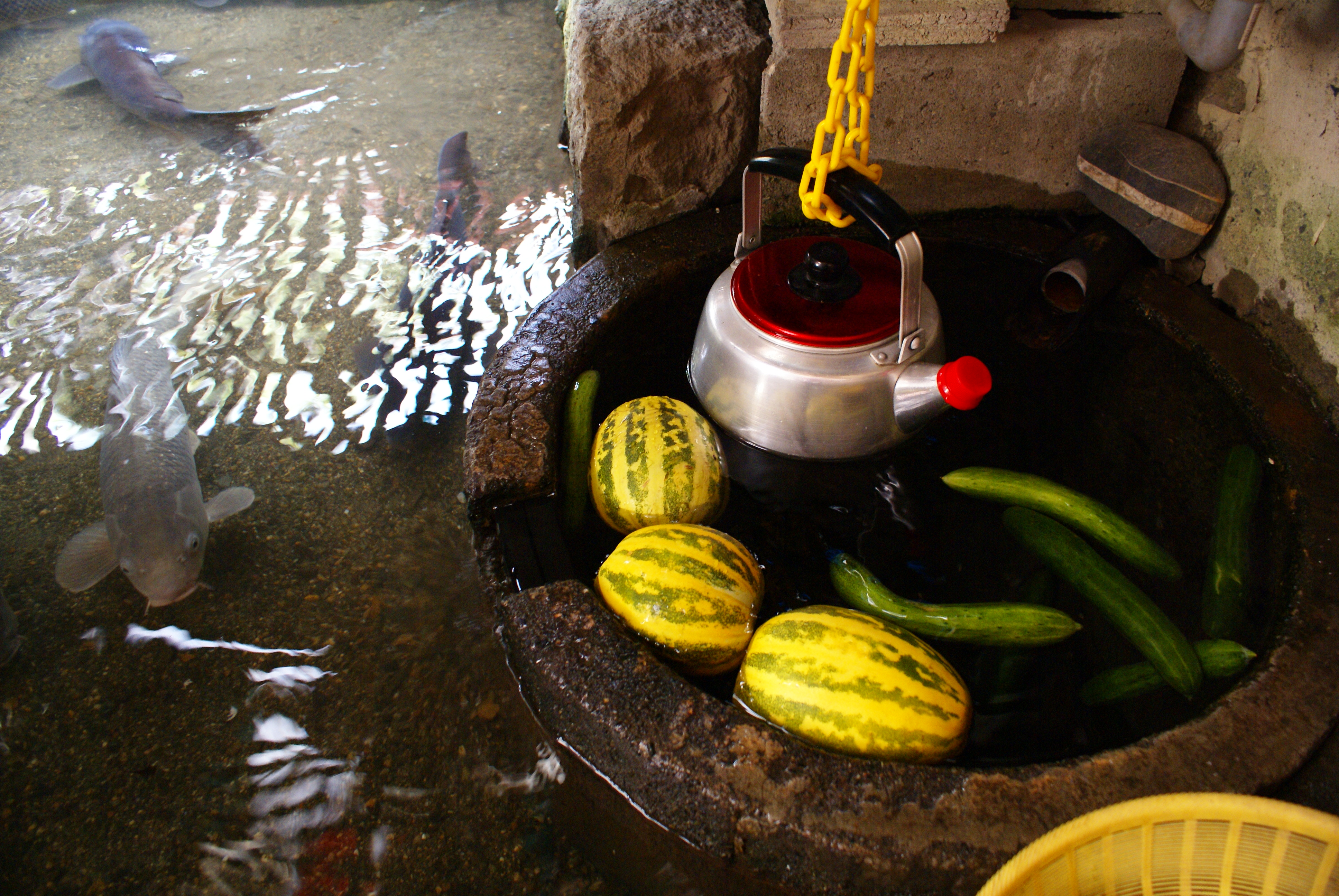
日本の里山に見られる、昔ながらの生活に密着した水域の風景
滋賀県高島郡針江区に残る川端の環境では、水域が人々の生活圏と自然界を境目なく繋いでいる。

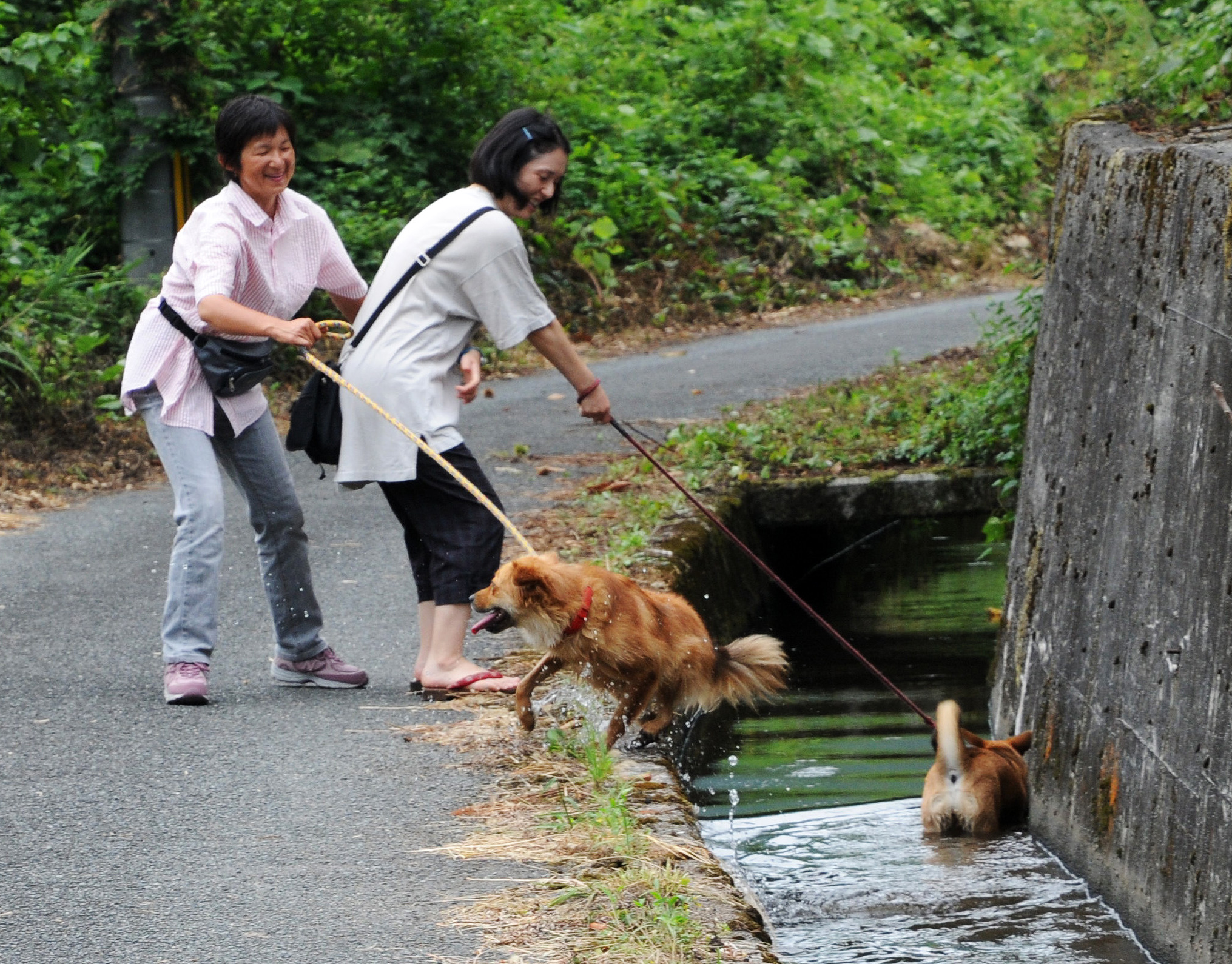
都市生活者にも身近な水域の一例
日本の市町村に一般的な側溝。

水域（すいいき）とは、水に関わる地理的な領域である。

## 定義
自然科学分野と社会的分野でそれぞれに定義が異なる。

### 自然科学
自然科学の分野における水域とは、地球型惑星などの固体表面を持つ天体の地殻（天体レベルで言う、ごく浅い地下層を含む表層）などに存在する、水や氷で覆われた領域のことである。
湖沼や氷床のように水・氷が一箇所に滞留している領域だけではなく、河川のように液体状の流体として循環する領域も含む。一方で、同じ流体でも気体状の水の領域が「水域」と解釈されることは無い。

### 社会
一部に社会科学等も含む社会的分野における水域は、自然科学の定義にも適う水域を対象として、社会的区分をされた水域、すなわち、規約や基準によって区切られた平面的（表面）もしくは立体的（深部も含む）範囲を指す。具体例は後述の一節「#社会制度で区別される水域」を参照のこと。

## 水域の種類
ここでは、上述した定義に適う「水域」のごく一部である代表例を列記する。

### 含有成分で区別される水域
- 海域（海水域）
- 汽水域
- 淡水域

### 地学的水域
- 流域（集水域[1][注 2]）

#### 主として海の水域
- 海
  - 海域
- 海峡
- 水道
- 湾
- 入り江
- 三角江
- ラグーン

#### 主として淡水系・汽水系の水域
- 川
  - 渓流、滝
- 地下水域
  - 伏流水域
  - 帯水層 ：■右列のオガララ帯水層の画像も参照。
    - 地下水瀑布、ほか
- 泉
- 湖、沼、池
- 湿地

#### 固体化している水域
- 氷床、棚氷（氷棚）
- 氷河
- 氷原、雪原
- 雪渓、万年雪のある地域

### 人工的水域
- 港
- 貯水施設 ：人造湖（ため池、ダム、ほか）、調整池、遊水池、ほか。
- 水路 ：運河、用水路等を含む。
  - 水道網 ：広い意味ではこれも「水路」であり、全体として無視できない水域である。
- 水堀 ：水が張られた軍事用の堀。ときに水路も兼ねるが、元来の設計思想は正反対で、外敵の“流れ”を遮断する目的を持って敷設される水域である。■右列の画像と解説も参照のこと。
- 川端（かばた）：■右列に画像と解説あり。

### 状態で区別される水域
- 水域類型 ：環境用語の一つ。
- 死水域 ：土木用語。河道において流れの無い水面部や、流れがあっても渦状になって流域疎通に関わってない水域を指す。
- 危険水域：船の航行において座礁や遭難といった危険のある水域[2]。比喩に用いられることもある。

### 社会制度で区別される水域
- 公共用水域 ：河川、湖沼、港湾、沿岸海域、その他、公共の用に供される水域、および、これに接続する公共溝渠、灌漑用水路、その他、公共の用に供される水路を指す[3]。■右列にある「側溝」の画像も参照のこと。
- 領海 / 接続水域 / 国際水域 / 公海 / 歴史的水域
- 排他的経済水域、漁業専管水域、ほか
- 水域利用調整区域[注 3][4]、遊泳禁止水域、ほか

## 水域と接する陸地
- 水辺（海辺、海岸、川辺、河畔、湖畔）
- 岸辺（海岸、海岸線、河岸［かがん］[注 4]、河岸線、湖岸、湖岸線）
- 浜、浜辺、ビーチ
  - 海浜、砂浜[注 5]、礫浜[注 6]
- 渚 ：「波が打ち寄せる岸」の意。海水・汽水・淡水のいかんは問わない。